# Colotois fusca
Colotois fusca är en fjärilsart som beskrevs av Leo Schwingenschuss 1954. Colotois fusca ingår i släktet Colotois och familjen mätare. Inga underarter finns listade i Catalogue of Life.